# Équipe de Catalogne de korfbal
L’équipe de Catalogne de korfbal est la sélection des meilleurs joueurs et joueuses catalans de korfbal. 

## Palmarès
| Championnat du monde - 1999 : 8e - 2003 : 9e - 2007 : 9e - 2011 : 4e - 2015 : 5e |  | Championnat d'Europe - 2002 : 7e - 2006 : 6e - 2010 : 5e - 2016 : 3e |  | Européen Bowl - 2006 : 1er |